# Castillo de Castroverde
El castillo de Castroverde es un castillo situado en el ayuntamiento de Castroverde, en la provincia de Lugo, Galicia. La antigua fortaleza del siglo XIV, perteneció a Álvaro Pérez Osorio duque de Aguiar y señor del condado de Villalobos por donación de Henrique II. Un siglo más tarde Sancho Sánchez de Ulloa, conde de Monterrey, se apoderó del castillo, que a su muerte hereda Isabel de Castro, prima de Sancho. Ya en el siglo XVI, Lope Osorio de Moscoso, de la casa de Altamira, compró el castillo, la villa y las tierras. Actualmente es propiedad privada.

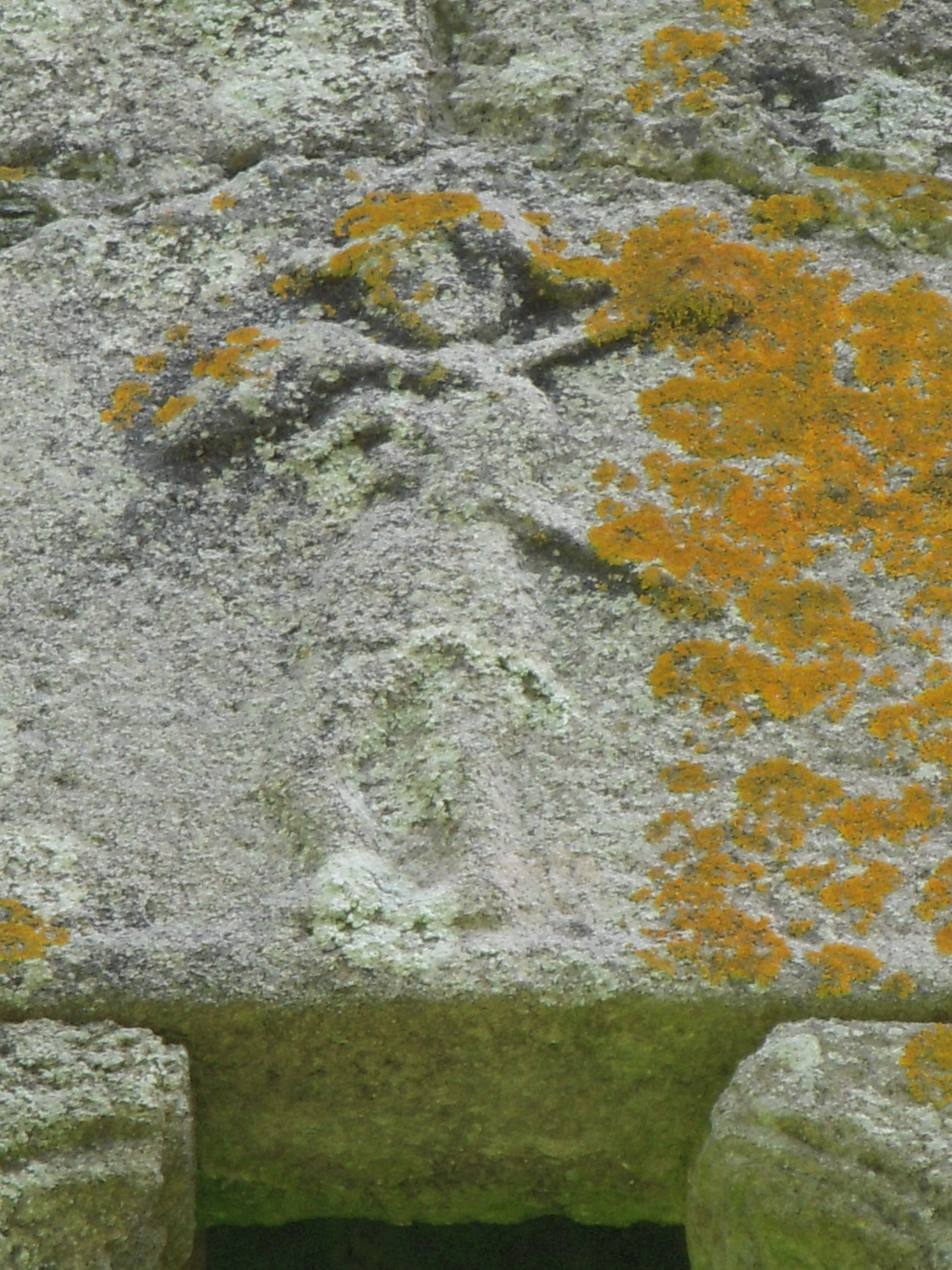
Relieve de un gaitero

De este antiguo castillo, solo quedan en pie las ruinas de la antigua muralla, y la torre del homenaje con planta rectangular de 12 por 10 metros, con 20 metros de altura en cinco andar con muros graníticos de 2 metros de espesor.
Situada en la cumbre de una colina sobre la que se levanta la villa, sobre las ruinas de un antiguo castro. Destacan en el lado norte, la puerta de entrada con dintel semicircular, adornado con la figura en relieve de un gaitero. En la cara oeste, ventana con arco y tímpano y escudo de seis roeles. En el lateral sur, una ventana con doble aspillera, en arco. Este castillo, también llamado "Torre del Homenaje", lo podemos contemplar desde cualquier parte de Castroverde, incluso en la entrada de este.